# Saint-Lizier
Saint-Lizier är en kommun i departementet Ariège i regionen Occitanien i södra Frankrike. Kommunen ligger  i kantonen Saint-Lizier som ligger i arrondissementet Saint-Girons. År 2022 hade Saint-Lizier 1 384 invånare.

## Befolkningsutveckling
Antalet invånare i kommunen Saint-Lizier
Referens: INSEE

## Galleri

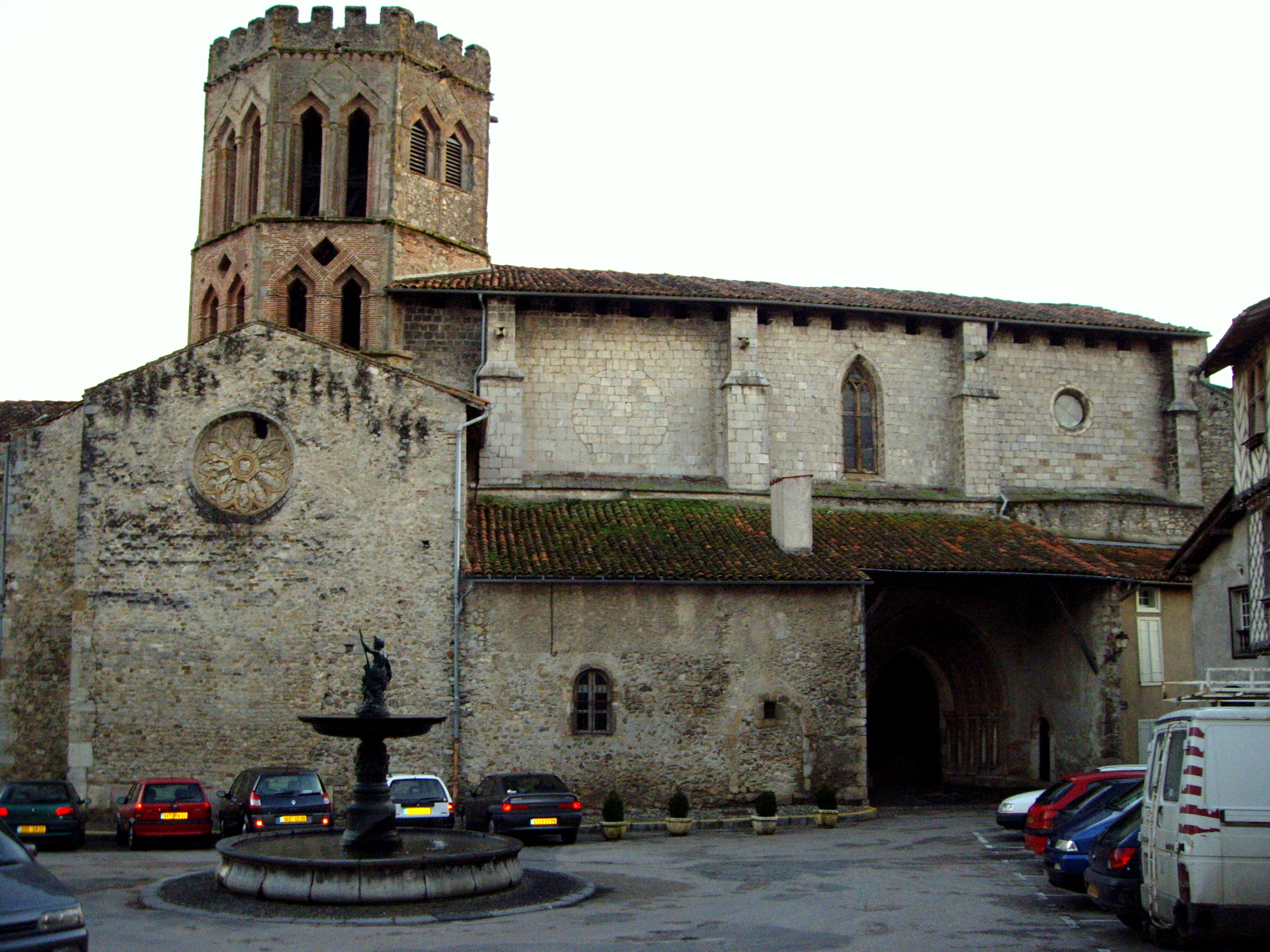
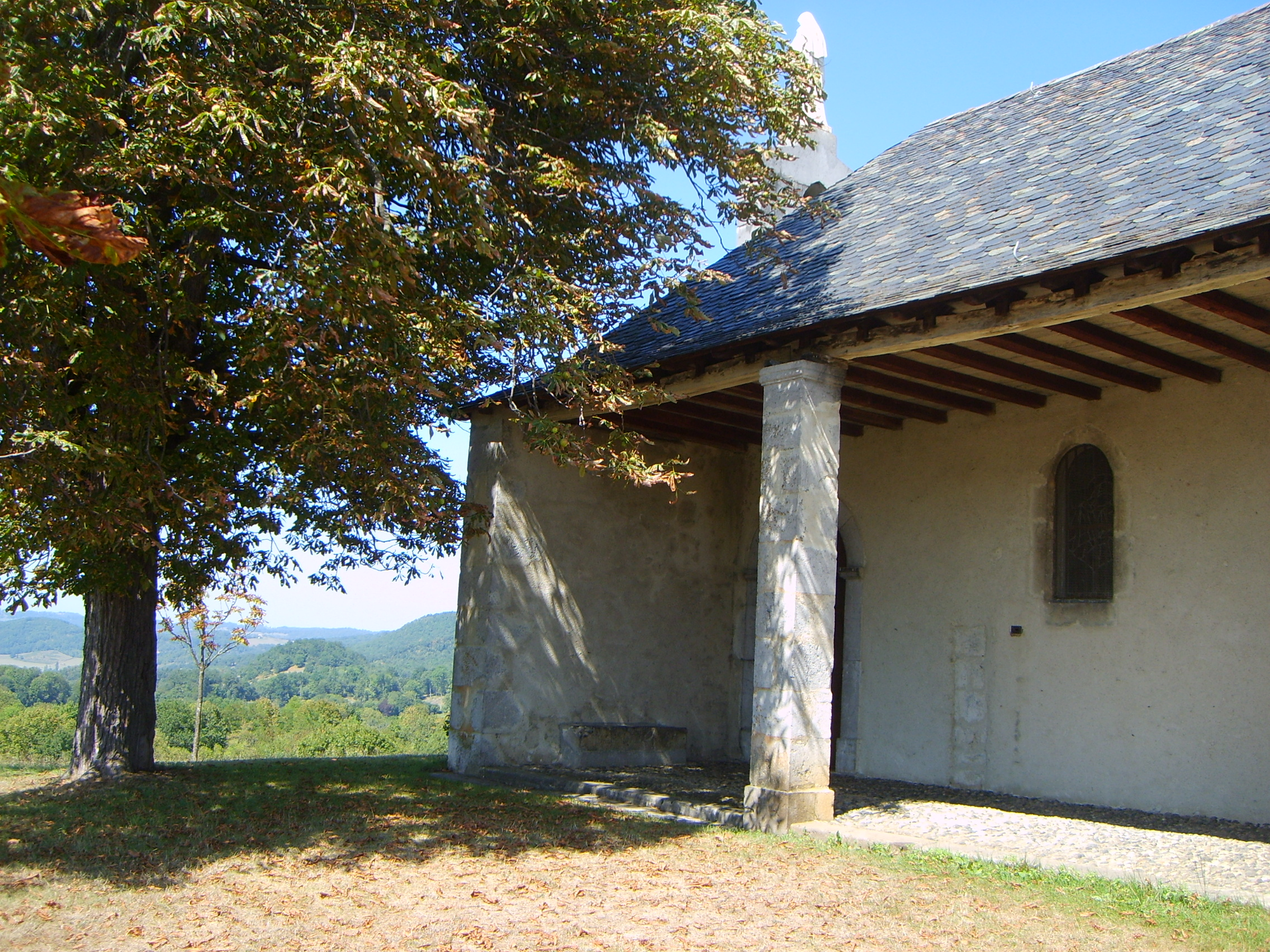
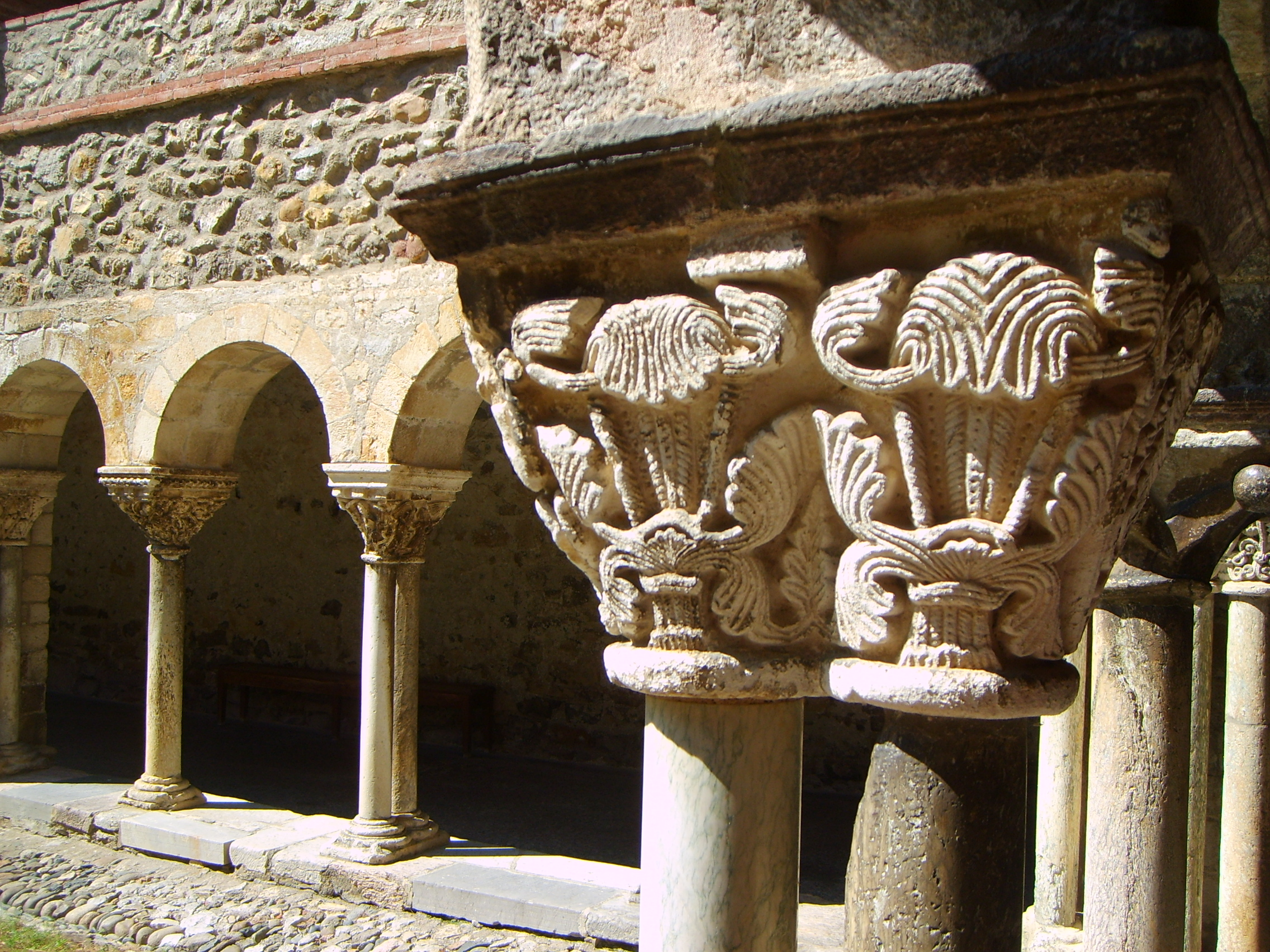